# Függőség (farmakológia)
A kémiai függőség vagy orvosi szaknyelven kémiai dependencia (ismertebb nevén gyógyszer-dependencia vagy kábítószer-dependencia) bizonyos anyagokkal szemben kialakuló pszichés és fizikai függőséget jelent. Az elnevezést akkor használják, ha az egyén önmaga örömének kielégítése érdekében erős belső kényszert érez a vegyület, a „szer”, a kábítószer, a gyógyszer bevételére annak pszichés, örömszerző hatásai miatt, vagy a „szer” hiánya okozta kellemetlen elvonási tünetek elhárítása érdekében. A köznyelv ezt a fogalmat gyakran – helytelen terminológiát használva – drogfüggésnek nevezi.

## A „szer” terminológiája
A kémiai dependenciát kiváltó anyagok származási helyüktől és felhasználási területüktől függően sokfélék lehetnek, például egyes gyógyszerek, növényi kivonatok, ipari kemikáliák vagy szintetikus, illegális, tudatmódosításra alkalmas anyagok stb. Az alábbi szöveg a dependencia részletes tárgyalása során az egyszerűbb, rövidebb és áttekinthetőbb megfogalmazás érdekében ezekre a „szer” megnevezést használja.

## A függőség jellege
A szerhasználó egyénben kialakuló kémiai függőségnek pszichés és fizikai megjelenési formája különböztethető meg. A pszichés és fizikális függés együttes kialakulását addikciónak nevezik.
A pszichés függés az egyén „szerkereső” magatartásában, a szer megszerzésére kényszerítő vágyban, sóvárgásban fejeződik ki. Ezt a jelenséget – ami akkor alakul ki, ha az egyén nem jut hozzá kellő időben a szükséges adagjához – nevezi a szaknyelv gyógyszeréhségnek, kábítószer-éhségnek vagy röviden „szer”-éhségnek. Amennyiben a szer megszerzése sikerrel jár, az egyén kényszert érez annak bevételére, használatára, önmaga örömének kielégítése céljából. A függő személy „szerkereső” magatartása közben vagy a szer használata és befolyása alatt jellemzően mindennemű felelősséget hárítva, nem törődik önmagával, családjával, munkájával, környezetével, a saját egészségét sem kímélve a szer használatára törekszik.
Fizikai függés kialakulásáról beszélhetünk olyan esetben, amikor a szer használatának abbahagyása vagy terápiás célú megvonása következtében a szerre jellemző elvonási tünetek állnak elő. A megvonási tüneteket a szaknyelv absztinencia-szindrómának is nevezi, mely tünetek gyakran ellentétesek a megvont szer akut hatásaival. Az orvosi szaknyelv az így kialakult „ellentüneteket” nevezi (az angol nyelvből átvett szóval) „rebound”-nak. Általánosságban elmondható, hogy a megvonási tünetek a használt szer már nagyon csekély mennyiségével enyhíthetők, melyet a függő személyek gyógyítása során gyakran fel is használnak.
Míg tehát a pszichés függést okozó szereknél a gyönyör ismételt átélése érdekében történik a szer alkalmazása, addig a fizikális dependencia esetén a szerhasználó azért nyúl újra a szerhez, mert a kellemetlen elvonási tünetek átélését akarja elkerülni.
A pszichés függőség a legtöbb esetben megelőzi a fizikai függőséget, de nem szükségszerűen vezet ahhoz.

## Keresztdependencia
Keresztfüggőségnek (vagy keresztdependenciának) nevezi a szaknyelv a függőségnek azt a típusát, amelyben az azonos hatástani csoportba tartozó függőségért felelős szerek egymással helyettesíthetők. Keresztdependencia általában akkor alakul ki, ha a hasonló kémiai szerkezetű anyagok ugyanazon farmakológiai támadásponton (receptoron) keresztül hatnak vagy hatásuk ugyanazon a mechanizmuson alapszik. Egyszerűbb megfogalmazásban „függőségi helyettesíthetőség” áll fenn két szer között. Ilyen esetekben a szerhasználó az egyik szer megvonása okozta hiánytüneteket vagy a kínzó szeréhséget egy hasonló kémiai szerkezetű és hatásmechanizmusú szer alkalmazásával képes enyhíteni, ezzel akaratlanul is tovább fenntartva a függését a szertől. Keresztfüggőség alakulhat ki például az opioidok csoportján belül. Az opioidok (morfin, heroin stb.) ugyanahhoz a receptorhoz kötődnek, ezért ugyanazt a hatást érik el még akkor is, ha az affinitásuk a kötőhelyhez különböző erősségű. Hasonló keresztdependencia (tehát helyettesíthetőség) figyelhető meg az alkohol, benzodiazepinek, barbiturátok között is, ahol az egyik szer képes a másik által okozott elvonási tüneteket megszüntetni.

## A dependencia orvosi diagnózisa
A szerfüggőség pszichiátriai betegség, amellyel a pszichiátria, azon belül az addiktológia foglalkozik. A dependenciával kapcsolatosan az Amerikai Pszichiátriai Társaság (American Psychiatric Association, APT) nemzetközileg is elfogadott diagnosztikai kritériumokat fogalmazott meg. Az APT a megállapításokat a Diagnostic and Statistical Manual of Mental Disorders című, szakembereknek írt kézikönyvében, mint ajánlást jelentette meg, lehetővé téve ezzel a pszichiátriában a nemzetközileg egységes szempontrendszer alkalmazását a dependencia felismerésében és terápiájában.
Az ajánlásban foglaltak szerint dependenciával diagnosztizálható az a személy, akinél a szerrel kapcsolatosan az alábbi megállapításokból minimum három állítás fennáll.
- A szert (itt gyógyszert) nagyobb dózisban vagy gyakrabban alkalmazzák, mint az terápiásan indokolt lenne.
- A szer használatának leállítására vagy a dózis csökkentésére tett erőfeszítések sikertelenek.
- Az egyén életében központi szerepet tölt be a szerhez való hozzájutás, a használat, illetve a hatások kiheverése.
- A szerhasználónál gyakoriak az elvonási tünetek vagy azzal kapcsolatos mérgezési (intoxikációs) tünetek.
- A szerhasználó a szer hatásának következményeként lemond családi, baráti kapcsolatairól, felborítja korábbi szociális, társadalmi szokásait.
- Annak ellenére, hogy a szer súlyos fizikai és pszichikai mellékhatásokat okoz, az egyén mégis folytatja a folyamatos használatot.
- A szer használata során kifejezett hozzászokás (tolerancia) alakul ki.